# Болтън
 Тази статия е за града.  За общината със същото име вижте Болтън (община).  
Болтън (на английски: Bolton) е град в северната част на област Голям Манчестър в Англия. Той е административен и стопански център на едноименната община. Населението на града към 2001 година е 139 403 жители, а цялата община има население от 262 800 жители. Разположен е на 16 км северозападно от областния център Манчестър.
Централата на европейското подразделение на концерна за спортни артикули „Рийбок“ е базирана в района. Компанията е спонсор на футболния клуб ФК „Болтън Уондърърс“, който играе мачовете си на построения на няколко километра от града „Рийбок Стейдиъм“, преименуван на „Макрон Стейдиъм“ (заради новия спонсор „Макрон“) през 2014 г.

## История
Като част от географския район Ланкашър, Болтън произхожда от малко селище в бърдата наречени Болтън-ле-Муурс. През време на Английската революция от XVII век, градът е преден пост на кръглоглавите в иначе предания на роялистите район. Вследствие, той е щурмуван от 3000 кавалеристи, водени от принц Рупърт от Рейн. Битката става известна с името „Болтънското клане“. Убитите са 1600 души, други 700 са взети в плен.
Градът е известен, като бивш фабрикантски град с развито текстилно производство, започнато още през XV век след настаняването в района на фламандски тъкачи. Бурното урбанизиране и развитие на Болтън съвпада с Индустриалната революция. Населението му нараства неимоверно през XIX век. Градът достига зенита си през 1929 година, когато със своите 216 фабрики се нарежда сред най-големите и продуктивни центрове на памучната промишленост в света. След Първата световна война, британската тъкачна индустрия започва да замира и към 1980-те, тя практически е преустановена в региона.

## Демография
| Показаните стойности на населението за периода 1801 – 1891 година са за бившите градове Голям и Малък Болтън.      |        |        |        |        |        |        |        |        |        |        |
| година | 1801   | 1811   | 1821   | 1831   | 1841   | 1851   | 1861   | 1871   | 1881   | 1891   |
| Голям Болтън | 12 549 | 17 070 | 22 037 | 28 299 | 33 449 | 39 923 | 43 435 | 45 313 | 45 694 | 47 067 |
| Малък Болтън | 4867   | 7099   | 9258   | 12 896 | 15 707 | 19 888 | 24 942 | 35 013 | 41 937 | 44 307 |
| Sources: Local population statistics. Great Bolton Tn/CP: Total Population. Little Bolton Tn/CP: Total Population. |        |        |        |        |        |        |        |        |        |        |

| Стойностите за периода 1901 – 2001 година са за обединен Болтън.  |         |         |         |         |         |         |         |         |         |         |         |
| година                                                            | 1901    | 1911    | 1921    | 1931    | 1939    | 1951    | 1961    | 1971    | 1981    | 1991    | 2001    |
| население                                                         | 168 215 | 180 851 | 178 683 | 177 250 | 163 823 | 167 167 | 160 789 | 154 223 | 143 921 | 139 020 | 139 403 |
| Sources: County Borough 1901 – 1971 Urban Subdivision 1981 – 2001 |         |         |         |         |         |         |         |         |         |         |         |

## Известни личности
Родени в Болтън
- Норман Дейвис (р. 1939), историк
- Томас Коул (1801 – 1848), художник
- Уилям Ласел (1799 – 1880), астроном
- Сюзън Съдърланд (1885 – 1948), психоложка
- Амир Хан (р. 1986), боксьор
- Вирджиния Хенли (р. 1935), писателка
- Роб Холдинг (р. 1995), футболист
- Сам Хюсън (р. 1988), футболист